# Codici ISBN degli editori italiani

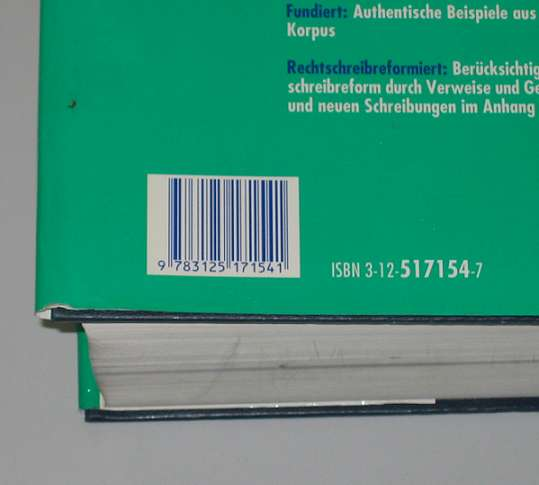
Un esempio di codice ISBN.

I codici ISBN degli editori italiani sono quei numeri, contenuti all'interno dei codici ISBN (dall'inglese International Standard Book Number, "numero di riferimento internazionale del libro"), utilizzati a livello nazionale e internazionale per l'identificazione degli editori italiani o in lingua italiana.

## Analisi del codice ISBN
Ogni codice ISBN è formato da una sequenza di 13 cifre suddivise in 5 codici minori (di norma, uniti fra di loro con dei trattini):
1. il codice EAN (3 cifre) - può essere il numero 978, che indica che si è in presenza di un libro, oppure il numero 979, usato per espandere la disponibilità dei codici 978;
2. il codice linguistico (da 1 a 5 cifre) - indica il paese o l'area linguistica dell'editore;
3. il codice editore (da 2 a 7 cifre) - indica la casa editrice che ha pubblicato il libro;
4. il codice titolo (da 1 a 6 cifre) - indica il titolo specifico;
5. il codice di controllo (1 cifra) - è l'ultimo numero e garantisce l'assenza di errori di trascrizione.

Per quanto riguarda l'Italia (nel cui gruppo sono inserite anche la Svizzera italiana, San Marino e la Città del Vaticano), il suo codice linguistico è il numero 88 in caso di EAN 978, 12 in caso di EAN 979. Di conseguenza, le precedenti caratteristiche (valide per "tutti" i codici ISBN) nel caso specifico vanno così riformulate: 
1. il codice linguistico (2 cifre) - è un numero fisso, 88 o 12;
2. il codice editore (da 2 a 6 cifre)
3. il codice titolo (da 1 a 5 cifre)

Infatti, essendo 13 le cifre totali del codice ISBN, se si sottraggono le 3 cifre del codice EAN, le 2 del codice linguistico italiano e quella del codice di controllo, ne rimangono solo 7 da distribuire fra il codice editore e il codice titolo; per cui le varie possibilità di ridistribuzione di queste 7 cifre sono: 2 per il codice editore + 5 per quello del titolo, oppure 3 per l'editore + 4 per il titolo, o ancora 4 + 3, 5 + 2 e 6 + 1 (calcolo valido, ovviamente, anche per tutti quei paesi che hanno un codice linguistico a 2 cifre). Ciò evidenzia come i codici editore e titolo siano inversamente proporzionali fra loro; pertanto, gli editori con il codice più corto dovrebbero essere anche quelli che pubblicano una maggior quantità di libri.

## Il codice editore
Per praticità, nella lista che segue il codice degli editori in lingua italiana viene indicato con le sole cifre del terzo gruppo del codice ISBN, dando per scontate quelle dei primi due gruppi (978 e 88, ossia il codice EAN e quello linguistico italiano) che in realtà vi andrebbero ricomprese. Per esemplificare, nella lista le edizioni dell'Accademia delle Scienze di Torino sono indicate con il codice 901608, mentre in teoria il codice completo dovrebbe essere 978-88-901608. Analogo ragionamento naturalmente va applicato anche ai codici degli altri editori della lista.
Va ricordato che, oltre alle case editrici vere e proprie, il codice editore può anche indicare un marchio editoriale, una fondazione, un'accademia, un istituto o un ente che abbia comunque pubblicato libri. Come accennato in nota, il codice ISBN è nato nel 1970 e, come ovvia conseguenza, la lista non può includere gli editori che hanno cessato la loro attività prima di tale data, mentre non è infrequente trovare editori che, per le proprie esigenze, dispongono di svariati codici.
L'intervallo dei valori dei codici editori in lingua italiana sono come indicato nel seguito:
| 00-19         |
| 200-311       |
| 31200-31499   |
| 315-318       |
| 31900-32299   |
| 323-326       |
| 3270-3389     |
| 339-360       |
| 3610-3629     |
| 363-548       |
| 5490-5549     |
| 555-599       |
| 6000-8499     |
| 85000-89999   |
| 900000-909999 |
| 910-926       |
| 9270-9399     |
| 940000-947999 |
| 94800-99999   |

| 200-299     |
| 5450-5999   |
| 80000-84999 |

## Lista dei codici degli editori italiani con prefisso 978-88
Questa lista è suscettibile di variazioni e potrebbe essere incompleta o non aggiornata.

Analoghe liste di codici per altre lingue o paesi sono disponibili sia sul web che su versioni in altre lingue di Wikipedia.

### 00-19
- 00 Le Monnier
- 01 Elledici
- 02 UTET
- 03 USES-Sansoni Edizioni scientifiche
- 04 Arnoldo Mondadori Editore
- 05 Società Editrice Internazionale
- 06 Giulio Einaudi Editore
- 07 Giangiacomo Feltrinelli Editore
- 08 Zanichelli
- 09 Giunti Editore
- 10 Edizioni Dehoniane Bologna
- 11 Garzanti
- 12 Istituto dell'Enciclopedia Italiana
- 13 CEDAM
- 14 Giuffrè Editore
- 15 Il Mulino
- 16 Jaca Book
- 17 Rizzoli
- 18 Rusconi Libri
- 19 Buffetti Editore

### 200-311
- 200 Sperling & Kupfer
- 201 Loescher
- 202 Mazzotta Editore
- 203 Hoepli
- 204 FrancoAngeli
- 205 Cisalpino
- 206 Edagricole
- 207 Liguori Editore
- 208 Biennale di Venezia
- 209 Libreria editrice vaticana
- 210 Biblioteca apostolica vaticana
- 211 Marietti Editore
- 212 Piccin-Nuova Libraria
- 213 Libreria Ateneo Salesiano
- 214 Masson Editore
- 215 Edizioni Paoline
- 216 Franco Maria Ricci
- 217 IPSOA Editore
- 218 Accademia Nazionale dei Lincei
- 219 IFCC
- 220 Edizioni Dedalo
- 221 La Nuova Italia
- 222 Leo Samuele Olschki
- 223 Antonio Rotundo Editore
- 224 Il Mandarino
- 226 Star Comics
- 227 Newton Compton Editori
- 230 Ediesse
- 231 Markes
- 232 Cetim
- 233 Tramontana
- 234 Bulgarini
- 235 Guanda
- 236 Elio Sellino
- 237 Società Biblica Britannica e Forestiera
- 238 Egea Editore
- 239 Orsa Maggiore Editrice
- 240 Istituto Poligrafico e Zecca dello Stato
- 241 Theoria poi Costa & Nolan
- 242 Arnoldo Mondadori Arte
- 243 Jovene Editore
- 244 Edizioni Simone
- 245 Edizioni di Comunità
- 246 Edizioni Augustinus
- 247 Arnoldo Mondadori Scuola (Elemond)
- 248 Franco Cosimo Panini Editore
- 250 Edizioni Messaggero Padova
- 251 UTET Libreria
- 253 Editoriale Olimpia
- 254 Delos Digital
- 256 Gruppo Editoriale Jackson
- 257 Macor Editori
- 259 Theorema Libri
- 260 StreetLib
- 261 Editrice Piccoli
- 263 Edizioni Borla
- 267 Edizioni Associate
- 268 Atlas
- 269 Il Sole 24 Ore
- 270 Edizioni Porziuncola
- 271 Arnaldo Forni Editore
- 272 Edizioni Mediterranee
- 275 StreetLib
- 280 Marzorati
- 282 Solferino
- 283 StreetLib
- 286 Einaudi scuola
- 289 Electa Periodici
- 290 Carocci Editore
- 292 Trevisini Editore
- 294 Emme Edizioni
- 295 StreetLib
- 298 Minerva Italica
- 299 Piccin-Nuova Libraria
- 300 Edizioni Dedalo
- 301 Bompiani (dal 2019, anche)
- 304 Longanesi
- 307 Editrice Missionaria Italiana
- 308 Cittadella editrice
- 309 Le Scienze
- 311 Città Nuova Editrice

### 31200-31499
- 31200 Corpo11
- 31253 Bookia
- 31459 Oblomov Edizioni

### 315-318
- 315 Edizioni Paoline
- 316 Youcanprint
- 317 Marsilio Editori
- 318 Milano Libri → Rizzoli

### 31900-32299
- 32040 Santelli Editore
- 32078 Altaforte Edizioni

### 323-326
- 323 Monduzzi Editore
- 324 Pirola
- 326 De Donato

### 3270-3389
- 3273 BAO Publishing
- 3275 Edizioni BD
- 3302 Elèuthera
- 3313 Viella Libreria Editrice
- 3314 BeccoGiallo
- 3331 Ponte alle Grazie
- 3339 Pisa University Press
- 3353 Edizioni Lindau
- 3355 Dynit
- 3370 Topipittori
- 3380 Uno Editori
- 3381 Edizioni Efesto
- 3389 Minimum fax

### 339-360
- 339 Bollati Boringhieri
- 340 Astrolabio & Ubaldini
- 342 Reverdito Editore
- 343 Vita e Pensiero
- 344 Armenia Edizioni
- 345 GEI - Grandi Edizioni Italiane
- 346 Gian Franco Borelli
- 347 Fanucci Editore
- 348 Giappichelli
- 349 Edizioni BD
- 350 Editrice La Scuola
- 355 Leonardo Mondadori
- 356 Interno Giallo
- 359 Editori Riuniti

### 3610-3629
- 3627 Edizioni NPE (Nicola Pesce Editore)

### 363-548
- 363 Lanfranchi Editore
- 364 Edizioni Oberon
- 365 Touring Club Italiano
- 366 Silvana Editoriale
- 367 Edizioni Lavoro
- 368 Passigli Editori
- 370 Mondadori Electa
- 371 Pitagora Editrice
- 372 Editrice Morcelliana
- 373 Casa Editrice Novecento
- 374 Giorgio Mondadori
- 375 Acta Medica
- 376 L'Airone
- 377 Supernova Edizioni
- 378 Edizioni Simone
- 379 Cappelli Editore
- 380 Sipiel Giangiacomo Feltrinelli Editore
- 381 Il quadrante Edizioni
- 382 Edizioni Studium
- 383 Sansoni
- 384 Edizioni Piemme
- 385 CLEAR
- 386 McGraw-Hill
- 387 Maggioli Editore
- 388 Pirola Maggioli
- 389 Sellerio editore
- 390 La Cinciallegra
- 391 Quesire
- 392 Edizioni Quattroventi
- 393 Marietti Editore
- 394 Paideia Editrice
- 395 Paravia
- 396 Edizioni Dehoniane Bologna
- 397 Rai Libri
- 399 Queriniana
- 400 Unicopli
- 401 Urbaniana University Press
- 402 de Agostini
- 403 Fratelli Melita Editori
- 404 Nardini Editore
- 405 Masson Editoriale ESA
- 408 Casa Editrice Ambrosiana
- 412 De Vecchi Editore
- 415 de Agostini
- 416 Principato Editore
- 418 de Agostini
- 419 Nicola Milano Editore
- 420 Editori Laterza
- 421 Editori Laterza
- 422 Umberto Allemandi & C.
- 423 de Agostini Scuola
- 424 Edizioni Scolastiche Bruno Mondadori
- 425 Ugo Mursia Editore
- 426 Edizioni Il Capitello
- 427 Giardini Editori e Stampatori in Pisa
- 428 Il Saggiatore
- 429 Editrice Nord
- 430 Carocci Editore
- 431 Kompass
- 432 CEI (Comitato elettrotecnico italiano)
- 433 Edizioni Bignami
- 434 Carlo Signorelli Editore
- 435 Mondadori Electa
- 438 Marco Tropea Editore
- 440 Giunti Demetra
- 441 EDISCO
- 442 Il Mosaico
- 444 All'Insegna del Pesce d'Oro
- 445 Electa/Gallimard
- 446 Giulio Einaudi Editore
- 449 Bancaria Editrice
- 450 Fabbri
- 451 Fabbri
- 452 Bompiani
- 454 Sonzogno
- 455 Paravia – Scriptorium
- 456 Campanotto Editore
- 457 Massari Editore
- 458 ISTAT
- 459 Adelphi
- 461 Instar libri
- 462 Editore RL Libri
- 464 FrancoAngeli
- 465 Lateran University Press
- 466 Signum Scuola
- 467 Edizioni ETS
- 468 La Spiga languages
- 469 GBM e Mesogea (GEM)
- 470 Springer
- 471 Marco Del Bucchia
- 472 Raffaello Libri
- 473 CETEM - Casa Editrice Testi Elementari Milano
- 474 Edicart
- 475 Monduzzi Editore
- 476 Bonechi Editore
- 477 Edizioni EL
- 478 Edizioni San Michele
- 479 Garzanti grandi opere
- 480 Garzanti linguistica
- 481 Tecniche nuove
- 482 Casa Editrice Poseidonia
- 483 Alpha Test
- 484 Eurelle Edizioni
- 485 Edizioni musicali Curci
- 486 Libri Oro Rizzoli
- 487 Finson
- 488 Lampi di stampa
- 489 Costa & Nolan
- 490 Il Pensiero Scientifico Editore
- 491 CLUEB
- 492 Gangemi Editore
- 493 Modern languages
- 494 Petrini Editore
- 495 Edizioni Scientifiche Italiane
- 496 Edizioni DEI
- 497 Besa Editrice
- 498 Rubbettino Editore
- 499 Edizioni Padre Pio da Pietrelcina
- 500 Edimond
- 501 Carsa Edizioni
- 502 TEA
- 503 Apogeo e Urra
- 505 Nissolino
- 506 Calderini e Edagricole
- 507 Edizioni musicali Carisch
- 508 Gaia Libri e Cose
- 509 Cartografia di Novara
- 510 Electa Napoli
- 511 de Agostini
- 512 EricArt
- 513 Sistemi Editoriali
- 514 Àncora Editrice
- 515 NET
- 517 L'Autore
- 518 Sironi editore
- 520 Arnoldo Mondadori Editore (ebook)
- 522 The Walt Disney Company Italia
- 524 Edizioni IF
- 526 Itacalibri
- 528 Calderini
- 529 Edagricole
- 534 Società editrice Dante Alighieri
- 538 Ghisetti e Corvi
- 540 Edizioni White Star
- 541 Newton Compton Editori
- 544 Edizioni White Star
- 545 Neri Pozza
- 546 Ibiskos Editrice Risolo
- 548 Aracne Editrice

### 5490-5549
- 5491 Edizioni Quasar
- 5493 Grafo Edizioni
- 5498 Edizioni Theoria
- 5500 NarrativaePoesia
- 5519 Meltemi Editore
- 5531 Hope
- 5534 Esperidi

### 555-599
- 555 Pàtron
- 558 Marco Tropea Editore
- 559 Fondazione Civiltà Bresciana
- 560 Footprint Editore
- 561 Sviluppolocale
- 562 Iulia
- 563 Sarnus
- 565 Il Saggiatore
- 566 Edizioni Piemme
- 567 Gruppo Albatros Il Filo
- 568 FrancoAngeli
- 570 Franco Cosimo Panini Editore
- 572 Skira
- 573 Red Edizioni
- 574 Faligi Editore
- 575 Mimesis
- 576 Logos Books
- 577 D'Anna
- 581 Editori Laterza
- 583 Loescher
- 586 Rizzoli, collana BUR
- 588 Feltrinelli
- 589 HarperCollins
- 590 Edizioni Erickson
- 592 EDT
- 596 Edizioni Polistampa
- 598 Utet Giuridica e Scienze Tecniche
- 599 Edizioni Larus (Roberto Maggi Editore)

### 6000-8499
- 6001 Editore CUEM
- 6004 Giulio Perrone Editore
- 6008 UTET Università
- 6009 Sartorio Editore
- 6010 Johan & Levi Editore
- 6014 Consiglio Nazionale degli Ingegneri
- 6017 Palumbo Editore
- 6022 Edizioni Universitarie Romane
- 6023 IdeeAli
- 6030 Raffaello Cortina Editore
- 6032 Società Editrice Fiorentina
- 6036 Donzelli Editore
- 6040 EDT
- 6042 Guida Editori
- 6044 Fandango libri
- 6046 Bozen-Bolzano University Press
- 6049 Officina Edizioni
- 6052 Cairo Publishing
- 6055 Alinea Editrice
- 6056 EUM - Edizioni Università di Macerata
- 6057 Vanillaedizioni
- 6058 Esedra editrice
- 6060 Palombi Editori
- 6061 Sperling & Kupfer
- 6063 Coniglio Editore
- 6066 Lemniscaat
- 6067 Lumières Internationales
- 6068 Pequod Edizioni
- 6069 Prokopp & Hechensteiner
- 6070 Artemisia Progetti Editoriali
- 6071 Libreria Bonomo Editrice
- 6072 Tredieci
- 6073 Baldini&Castoldi
- 6074 Morlacchi Editore
- 6075 Edizioni del Cardo
- 6076 Lume Edizioni
- 6077 Retecamere
- 6078 Officina Grafica Bolognese
- 6079 Emme Edizioni
- 6080 Hublab Edition
- 6081 Armando Editore
- 6082 AB Editori
- 6083 XL Edizioni
- 6084 RGB Media
- 6085 Wolters Kluwer Italia
- 6086 Aiep Editore
- 6087 Le Lettere
- 6088 Guanda
- 6089 Il margine
- 6090 Firera & Liuzzo Publishing
- 6091 La Conchiglia
- 6092 Edizioni Progetto Cultura
- 6093 Nuova Editoriale Bios
- 6094 Editing Edizioni
- 6095 Franco Maisto Editore
- 6096 Casa Editrice Kimerik
- 6097 Ulisse Editore
- 6098 Briolibri
- 6099 Il Segno dei Gabrielli
- 6100 Firera & Liuzzo Publishing
- 6102 Libreria Editrice Goriziana
- 6103 Il gioco di leggere
- 6104 Aisara
- 6105 Luiss University Press
- 6106 Euroedizioni
- 6107 LT Multimedia
- 6108 Astegiano
- 6109 Le Fonti
- 6110 Del Vecchio Editore
- 6111 Gruppo Editoriale Il Melograno
- 6112 Edizioni White Star
- 6113 Università di Bologna, Dipart. Architettura
- 6114 Mondadori Informatica
- 6115 Chimienti Editore
- 6116 Motta Architettura
- 6118 Fiori Gialli
- 6119 Il libraio delle stelle
- 6120 Runde Taarn
- 6121 Utilitatis
- 6122 Seneca Edizioni
- 6123 Edizioni BD
- 6129 CLEUP
- 6130 Skira
- 6132 La Tribuna
- 6134 Nuova Cultura
- 6137 Edizioni Erickson
- 6148 Edizioni Settimo Sigillo
- 6159 Bruno Mondadori
- 6161 Lang Edizioni
- 6165 Gaffi
- 6167 Lizard
- 6169 Flashbook
- 6174 Bruno Editore
- 6175 Rusconi Libri - JoyBook
- 6184 Mondadori
- 6190 Chiarelettere
- 6192 Elliot Edizioni
- 6204 Edizioni Angolo Manzoni
- 6206 Vertigo
- 6212 Magazzini Salani
- 6220 Ponte alle Grazie
- 6222 Stampa Alternativa
- 6223 Boopen Editore
- 6227 Fabrizio Serra Editore
- 6231 Arcana Edizioni
- 6233 Vittorio Pavesio Productions
- 6243 Edizioni Voland
- 6246 Giochi Educativi
- 6250 Guerini e associati
- 6256 Adriano Salani Editore
- 6257 Pazzini Editore
- 6258 Clavis
- 6259 Edizioni Simple
- 6261 Mattioli 1885
- 6266 Manni Editori
- 6273 Bastogi Editrice Italiana
- 6274 Edizioni dell'Orso
- 6276 Edizioni Della Vigna
- 6288 Odoya
- 6292 Libreriauniversitaria Edizioni
- 6299 Folio
- 6304 Panini Comics
- 6307 Zerounoundici Edizioni
- 6308 Electa Scuola
- 6314 Reverdito Editore
- 6315 Pacini Editore
- 6327 The Walt Disney Company Italia
- 6328 Akkuaria
- 6331 Free Books
- 6342 Editoriale Scientifica
- 6344 Casa editrice Rocco Carabba
- 6346 Panini Comics
- 6350 Delos Books
- 6364 Linx Edizioni
- 6372 Edizioni di Storia e Letteratura
- 6373 Sagep
- 6391 Biblioteca dell'immagine
- 6394 Maschietto Editore
- 6395 Edizioni musicali Curci
- 6411 Fazi Editore
- 6420 Star Comics
- 6428 Herald Editore
- 6429 Il Maestrale
- 6432 Medusa Editrice
- 6434 Casa Editrice Nerbini
- 6453 Firenze University Press
- 6458 Tangram Edizioni Scientifiche
- 6459 Edizioni Forme Libere
- 6468 GP Manga
- 6473 Editori Riuniti University Press
- 6485 Officina di Studi Medievali
- 6499 Elara libri
- 6500 Libreria Editrice Fiorentina
- 6505 Euromanga Edizioni
- 6512 Marcianum Press
- 6514 Edizioni Kappa
- 6518 Pearson Italia
- 6520 Il Castello Editore
- 6528 Il Campano
- 6530 Delos Books
- 6537 Edizioni del Faro
- 6538 Firera & Liuzzo Publishing
- 6540 Zecchini Editore
- 6543 BAO Publishing
- 6546 Italycomics
- 6548 DeriveApprodi
- 6550 Pacini Fazzi
- 6558 Ecra
- 6567 ReNoir Comics
- 6568 Giochi Uniti
- 6580 Il Leone Verde Edizioni
- 6588 Arianna Editrice
- 6589 Panini
- 6594 Nutrimenti
- 6611 Cacucci Editore
- 6617 Araba Fenice Edizioni
- 6620 Baldini&Castoldi
- 6623 Verdechiaro Edizioni
- 6632 Edizioni e/o
- 6633 CLUEB
- 6634 Edizioni BD
- 6641 Gambero Rosso
- 6643 Editoriale Programma Srl
- 6653 Il Grillo Editore
- 6655 Firenze University Press
- 6656 Einaudi Ragazzi
- 6660 CIESSE Edizioni
- 6668 Archeolibri
- 6684 Edizioni La Zisa
- 6689 La Tribuna
- 6705 Ledizioni
- 6708 Edizioni Lindau
- 6711 ZeroBook Edizioni
- 6712 RW Edizioni
- 6714 Emme Edizioni
- 6715 Adriano Salani Editore
- 6722 L'ippocampo
- 6723 SE Edizioni
- 6740 Robin Edizioni
- 6741 Pisa University Press
- 6746 de Agostini
- 6747 de Agostini
- 6766 Congedo Editore
- 6771 Il Ciliegio Edizioni
- 6775 Delos Digital
- 6780 EDUCatt
- 6790 Tunué
- 6806 Schena Editore
- 6819 Pagine
- 6821 Magazzini Salani
- 6822 Luigi Pellegrini Editore
- 6826 Castelvecchi
- 6833 Ponte alle Grazie
- 6836 Sperling & Kupfer
- 6838 Lozzi Roma
- 6843 Donzelli Editore
- 6874 Fausto Lupetti Editore
- 6879 Edizioni Cantagalli
- 6883 Edizioni BD
- 6889 Palumbo Editore
- 6890 La Coccinella
- 6896 Guerini Next
- 6900 Sedizioni
- 6901 Terre Sommerse
- 6905 HarperCollins
- 6910 Edizioni Scolastiche Bruno Mondadori
- 6911 Editoriale Cosmo
- 6913 Magic Press Edizioni
- 6917 Lattes Editori
- 6918 Adriano Salani Editore
- 6919 SaldaPress
- 6920 Star Comics
- 6923 Bononia University Press
- 6934 Bibliotheka Edizioni
- 6943 Fratelli Frilli Editori
- 6944 Castelvecchi
- 6952 Pavia University Press
- 6956 EUM - Edizioni Università di Macerata
- 6961 Sergio Bonelli Editore
- 6964 Garzanti scuola
- 6967 Pagine
- 6973 Salerno Editrice
- 6974 Pequod Edizioni
- 6984 David and Matthaus Edizioni
- 6985 Libreria Geografica
- 6986 Emons Edizioni
- 6993 Elliot Edizioni
- 6995 Pacini Editore
- 7000 Mucchi Editore
- 7002 Il Pensiero Scientifico Editore
- 7003 Ugo Bozzi Editore
- 7004 Le Scienze
- 7005 CLUP - Cooperativa Libraria Universitaria del Politecnico
- 7006 Japadre
- 7009 Bonechi Editore
- 7011 Rosenberg & Sellier
- 7014 Athesia
- 7016 Claudiana
- 7018 Il melangolo
- 7019 Calderini Editore
- 7021 Franco Muzzio & C. Editore
- 7022 Editiemme
- 7023 Casa Editrice Marna
- 7026 Edizioni Messaggero Padova
- 7031 Red Edizioni
- 7036 Edistudio
- 7038 Editore Centro Di
- 7039 Teti
- 7042 Guida Editori
- 7043 Raffaello Cortina Editore
- 7050 Edizioni Il Polifilo
- 7056 Gruppo Editoriale Jackson
- 7058 Sagep
- 7060 Editalia
- 7061 Unicopli
- 7062 L'Erma di Bretschneider
- 7063 EDT
- 7064 CLESAV (Coop. Universitaria)
- 7068 Edizioni EL
- 7075 Editrice Bibliografica
- 7078 Raffaello Cortina Editore
- 7081 Tecniche nuove
- 7082 Idealibri
- 7083 Edizioni Cremonese
- 7088 Bibliopolis
- 7090 Libreria CLUP
- 7091 Iperborea
- 7092 D'Auria Editore
- 7093 Carlo Lorenzini Editore
- 7094 Edizioni Studio Domenicano
- 7097 Edizioni Quasar
- 7100 La Spiga languages
- 7104 Edizioni Scientifiche Italiane
- 7106 Edizioni Sonda
- 7108 Feltrinelli Traveller
- 7115 Il Poligrafo
- 7116 Messaggerie Pontremolesi
- 7118 Adnkronos Libri
- 7119 Bulzoni Editore
- 7122 Giunti Demetra
- 7125 Ministero per i beni culturali e ambientali
- 7133 Hobby & Work
- 7140 Edizioni Quasar
- 7141 CIC Edizioni Internazionali
- 7142 Jandi Sapi
- 7145 Nuova Immagine Editrice
- 7152 Gribaudi
- 7158 Silvio Zamorani editore
- 7159 Loescher
- 7164 Ibis Edizioni
- 7166 Le Lettere
- 7168 Marcos y Marcos
- 7169 Atanòr
- 7171 Decibel
- 7174 Editoriale Stampa Triestina
- 7176 Edizioni dell'Elefante
- 7179 Motta
- 7180 Edizioni Lindau
- 7182 001 Edizioni
- 7185 NodoLibri
- 7186 Moretti & Vitali
- 7188 Guida Editori
- 7192 Addison-Wesley (Pearson Italia)
- 7198 SugarCo Edizioni
- 7210 Edizioni Orientalia Christiana del Pontificio Istituto Orientale
- 7212 Editoriale Domus
- 7216 Armenia Edizioni
- 7217 Pan Libri
- 7218 Titivillus Mostre Editoria
- 7221 Laruffa Editore
- 7226 Stampa Alternativa
- 7227 Biblioteca del Vascello
- 7228 Edipuglia
- 7233 Apes
- 7235 Viglongo
- 7241 Omega Edizioni
- 7246 Pacini Fazzi
- 7255 Firenze Atheneum
- 7260 Lombardi Editore
- 7273 Xenia Edizioni
- 7284 Rubbettino Editore
- 7285 Manifestolibri
- 7288 Edizioni Carmelitane
- 7303 Apogeo
- 7305 Neri Pozza
- 7309 The Walt Disney Company Italia
- 7311 Istituto nazionale di studi romani
- 7315 Pacini Editore
- 7325 Ananke Edizioni
- 7332 Selecta
- 7333 Lo Vecchio Editore
- 7334 Gaia Edizioni
- 7339 Sperling & Kupfer
- 7342 Mladika
- 7343 Edizioni Della Torre
- 7348 Prearo editore
- 7350 I fiori di campo
- 7351 Città del Sole edizioni
- 7355 Libroitaliano World
- 7364 Nuova Editrice Berti
- 7366 Magazzini Salani
- 7371 Robin Edizioni
- 7380 Pratiche Editrice
- 7382 ZetaBeta Editrice
- 7385 Grafo Edizioni
- 7395 Bononia University Press
- 7398 Polipress 2006 - Politecnico di Milano
- 7402 Effatà
- 7406 Fogola
- 7413 Franco Muzzio & C. Editore
- 7418 Prospettiva Editrice
- 7424 Aliberti Editore
- 7426 ARPANet
- 7435 Luni Editrice
- 7437 Costa & Nolan
- 7447 Red Edizioni
- 7448 Gangemi Editore
- 7452 Nottetempo
- 7457 Nuove Edizioni Romane
- 7458 Centro Editoriale e Librario
- 7461 Mandragora
- 7462 Quodlibet
- 7466 Carocci Editore
- 7471 Kappa Edizioni/Kappalab
- 7476 Elle U Multimedia
- 7487 Edizioni Magi
- 7488 Società Editrice Esculapio
- 7490 Postmedia Books
- 7493 Boroli Editore
- 7494 San Marco dei Giustiniani
- 7495 Sometti
- 7502 Hazard Edizioni
- 7507 Macro Edizioni
- 7511 Bellavite
- 7514 Schena Editore
- 7521 Minimum fax
- 7527 Dino Audino Editore
- 7534 Egea Editore
- 7541 Gaspari Editore
- 7543 Editrice Cafoscarina
- 7545 ECIG - Edizioni Culturali Internazionali Genova
- 7547 Marcovalerio
- 7548 La Coccinella
- 7549 Edizioni Il Fiorino
- 7557 Pagine
- 7560 GBM - Gruppo Editoriale Muzzio
- 7563 Fratelli Frilli Editori
- 7570 Corraini
- 7572 Edizioni Martina
- 7573 Bonacci Editore
- 7576 Betti Editrice
- 7578 Codice Edizioni
- 7580 Transeuropa Edizioni
- 7581 Edizioni B.A. Graphis
- 7586 Editrice La Mandragora
- 7588 Editrice Petite Plaisance
- 7592 Casa Ricordi
- 7602 Ed Insieme
- 7605 Gremese
- 7608 Loescher
- 7609 Sinnos
- 7610 Àncora Editrice
- 7615 Castelvecchi
- 7618 Coconino Press
- 7621 Palombi Editori
- 7624 Skira
- 7625 Fazi Editore
- 7638 ISBN Edizioni
- 7641 E/O
- 7642 Edizioni della Normale
- 7644 Libri Scheiwiller
- 7648 Costa & Nolan
- 7653 Pontificio Istituto Biblico
- 7658 Ernesto Paleani Editore
- 7659 ADV (Araldo della Verità)
- 7663 Il lavoro editoriale
- 7665 Rugginenti
- 7667 Franco Cesati Editore
- 7670 Ega Editore
- 7673 Sapere 2000
- 7675 Liviana
- 7676 Nuova Ipsa Editore
- 7681 Sellerio editore
- 7684 Frassinelli
- 7686 Franco Cosimo Panini Editore
- 7689 L'Erma di Bretschneider
- 7692 Studio Tesi
- 7693 Marsilio Editori
- 7694 Edizioni dell'Orso
- 7698 Edizioni Medusa
- 7699 Polimetrica
- 7703 La Coccinella
- 7704 Ila Palma
- 7710 SE Edizioni
- 7713 Edizioni Casagrande
- 7718 Corbaccio
- 7731 Pacini Editore
- 7738 La Tartaruga
- 7742 Gremese
- 7743 Arsenale Editrice
- 7746 Guanda
- 7747 Edizioni Larus (Roberto Maggi Editore)
- 7748 Ubulibri
- 7750 UTET
- 7751 Giuseppe Maimone Editore
- 7757 Hopeful Monster
- 7758 Dario Flaccovio Editore
- 7759 Magic Press Edizioni
- 7767 Camunia
- 7768 Rosellina Archinto Editore
- 7774 Edicart
- 7781 Pacini Editore
- 7782 Adriano Salani Editore
- 7784 Raffaello Cortina Editore
- 7786 Congedo Editore
- 7787 Editrice Antroposofica
- 7794 Editrice Compositori
- 7796 Bonanno Editore
- 7801 Jouvence
- 7804 Flaccovio Editore
- 7811 Glénat
- 7812 Associazione italiana biblioteche
- 7813 Leonardo Arte
- 7815 Touring Club Italiano
- 7818 TEA
- 7819 TEA
- 7824 Sperling & Kupfer
- 7831 Il Cigno GG Edizioni
- 7844 Edizioni White Star
- 7848 LietoColle
- 7850 Editrice Janus
- 7851 Hobby & Work
- 7853 Sette Città
- 7863 Wolters Kluwer Italia
- 7865 Libroitaliano World
- 7870 Bulzoni Editore
- 7885 Rosenberg & Sellier
- 7887 Antonio Vallardi Editore
- 7890 Edizioni Kappa
- 7899 Casa Editrice Barbèra
- 7904 Blu Edizioni
- 7905 Casini Editore
- 7906 Gribaudo
- 7907 Cavallo di Ferro
- 7910 Edizioni Lavoro
- 7916 LED Edizioni Universitarie
- 7926 Einaudi Ragazzi
- 7927 Emme Edizioni
- 7928 Ponte alle Grazie
- 7932 Editoriale Campi
- 7934 Ugo Mursia Editore
- 7937 Pironti
- 7940 Logos Books
- 7944 L'Airone
- 7946 Edizioni Erickson
- 7947 Casa Editrice Idelson Gnocchi
- 7949 Levante Editori
- 7952 Archimede Editrice
- 7953 Kaos edizioni
- 7959 EdiSES
- 7961 Istituto Patristico Augustinianum
- 7962 Biblioteca francescana
- 7966 Arcana Edizioni
- 7969 Andrea Livi Editore
- 7970 Edifir
- 7972 Corbaccio (Gruppo Longanesi)
- 7978 Reverdito Editore
- 7980 Greco & Greco
- 7981 Datanews
- 7982 Club Alpino Italiano
- 7983 Newton Compton Editori
- 7984 Luni Editrice
- 7989 Donzelli Editore
- 7993 Viviani Editore
- 8000 Baskerville
- 8009 Edizioni Oberon
- 8011 Gruppo editoriale internazionale
- 8013 Ghisetti e Corvi
- 8016 De Luca Editore
- 8020 Palumbo Editore
- 8022 Prospettiva Edizioni
- 8025 Centro Ambrosiano
- 8029 Bonechi Editore
- 8031 Brancato Editore
- 8033 Editrice Il Castoro
- 8039 Il Castello Editore
- 8042 Lattes Editori
- 8043 Tamari Montagna Edizioni
- 8049 Guaraldi
- 8054 Fiordaliso
- 8057 Giuntina
- 8058 Gribaudo
- 8063 Angelo Longo Editore
- 8065 AVE
- 8068 Priuli & Verlucca
- 8069 Diakronia
- 8070 Cartedit
- 8081 Grafis Edizioni
- 8086 Congedo Editore
- 8089 Baldini&Castoldi
- 8090 Longobardi Editore
- 8093 Il punto d'incontro
- 8094 Loescher
- 8095 Edizioni White Star
- 8096 Loffredo Editore
- 8097 Edizioni Alice
- 8098 Unipress Editrice
- 8099 Scorpione Editrice
- 8101 Luigi Pellegrini Editore
- 8102 Editrice Esperienze
- 8103 Diabasis
- 8104 D'Anna
- 8105 Loggia de' Lanzi Editore
- 8106 Koinè Edizioni
- 8107 Guerini scientifica
- 8109 Ut Orpheus Edizioni
- 8111 Opportunity Books
- 8112 Fazi Editore
- 8113 Eco Edizioni
- 8114 Edizioni Scientifiche Italiane
- 8115 SEAC Editoria
- 8116 Opus Libri
- 8117 Scala Group
- 8118 Skira
- 8119 Il Sapere
- 8122 Nuova Editrice Spada
- 8123 In dialogo
- 8124 Sovera Editore
- 8125 Alinea Editrice
- 8126 Editrice Il Ventaglio
- 8127 Magma Editrice
- 8129 Gulliver
- 8132 Cusl
- 8139 Gulliver
- 8143 Basiliskos Editrice
- 8147 Istituti editoriali e poligrafici internazionali
- 8148 ELI edizioni
- 8154 Marco Polillo Editore
- 8155 Edizioni Ares
- 8162 Vision Past & Present
- 8163 Erga Edizioni
- 8166 Servitium editrice
- 8176 Manni Editori
- 8177 Iter Edizioni
- 8179 Seam Edizioni
- 8183 Newton Compton Editori
- 8190 Lint Editoriale
- 8203 Nord-Sud
- 8210 Castelvecchi
- 8212 Interlinea edizioni
- 8215 Silvana Editoriale
- 8219 Calderini e Edagricole
- 8222 Fatatrac
- 8227 Qiqajon
- 8229 Schena Editore
- 8233 Edizioni FAG
- 8237 Meridiano Zero
- 8238 Città del Sole edizioni
- 8239 Editore Cortina (Torino)
- 8244 Loescher
- 8246 Guanda
- 8247 Vecchiarelli
- 8248 Edizioni Bietti
- 8252 Vallecchi
- 8253 Elmedi
- 8265 L'Erma di Bretschneider
- 8266 Athesia
- 8272 Cantagalli
- 8274 Sperling & Kupfer
- 8277 Pironti
- 8281 Armando Dadò
- 8282 Editrice Janus
- 8286 ENEA
- 8288 25 Edition
- 8289 Newton Compton Editori
- 8290 Franco Cosimo Panini Editore
- 8292 Edizioni La Città del Sole
- 8294 La Tribuna
- 8301 Edizioni Master
- 8303 Edizioni Università di Trieste
- 8304 Edizioni Polistampa
- 8306 Crocetti Editore
- 8305 Edizioni del Grifo
- 8309 Avagliano
- 8311 ISU Università Cattolica (EDUCatt)
- 8314 Cierre Edizioni
- 8319 Bulzoni Editore
- 8323 Di Renzo Editore
- 8331 Mondadori Informatica
- 8332 Mursia Scuola
- 8335 Guerini e associati
- 8336 Stampa Editore
- 8339 Pearson Longman
- 8340 Macchione Editore
- 8342 Edizioni Pendragon
- 8343 Edizioni Panini
- 8353 Meltemi Editore
- 8358 Armando Editore
- 8363 Gruppo 24 ORE
- 8371 GEDI Gruppo Editoriale
- 8372 Gruppo Perdisa Editore
- 8373 La Nuova Frontiera
- 8378 Tecniche nuove
- 8388 Tredieci editrice
- 8389 Zephyro Edizioni
- 8390 Accademia Editoriale
- 8391 Lupetti - Editori di Comunicazione
- 8397 Ardea editrice
- 8402 Salerno Editrice
- 8416 Abscondita
- 8419 Nino Aragno Editore
- 8420 Forum Editrice Universitaria Udinese
- 8421 EdUP
- 8422 Cacucci Editore
- 8425 Edizioni Malatempora
- 8427 Vallecchi
- 8430 La Buova Italia Scientifica
- 8433 Loescher
- 8440 Gremese
- 8450 SISMEL
- 8451 Adriano Salani Editore
- 8453 Firenze University Press
- 8454 Logos Press
- 8455 Editrice Antenore
- 8463 Treves Editore
- 8474 Il Cerchio
- 8476 Edizioni dell'Ateneo
- 8483 Mimesis
- 8486 La compagnia della stampa
- 8490 Baldini&Castoldi
- 8491 Skira
- 8492 Edizioni Plus
- 8498 Edizioni di Storia e Letteratura
- 8499 Slow Food

### 85000-89999
- 85000 Letture
- 85001 Panton Communications
- 85002 Periodici Scientifici
- 85008 Arcana Edizioni
- 85012 Edizioni EL
- 85015 Il Veltro
- 85020 Edizioni Quasar
- 85026 Salerno Editrice
- 85033 Valdonega
- 85066 Edizioni Canova
- 85073 Casa editrice mazziana
- 85083 Lint Editoriale
- 85085 Nuova Editrice Romana
- 85086 Edizioni Latium
- 85098 Ilisso
- 85119 Sovera Editore
- 85124 Pazzini Editore
- 85127 Domenico Sanfilippo Editore
- 85140 Liberlibri
- 85146 Apogeo
- 85174 Marcovalerio
- 85180 Gambero Rosso
- 85224 Edisud Salerno
- 85227 Qiqajon
- 85246 Who's Who in Italy
- 85280 Scuola Superiore Guglielmo Reiss Romoli
- 85318 Ediciclo editore
- 85327 Ediciclo editore
- 85382 Nordpress
- 85386 Pieraldo Editore
- 85433 Edizioni Agemina
- 85457 Kappalab
- 85488 Typimedia Editore
- 85510 Nuovi Sentieri
- 85661 Gallio Editori
- 85677 Edav
- 85711 Iduna
- 85760 Archivio Guido Izzi (fino al 2003)
- 85832 BeccoGiallo
- 85838 Lupetti - Editori di Comunicazione
- 85854 Carsa Edizioni
- 85859 Arcana Edizioni
- 85861 Elèuthera
- 85863 Kurumuny
- 85881 Pellicanolibri
- 85890 Nuove Edizioni Romane
- 85915 Società Botanica Italiana
- 85917 New Era Publications
- 85923 CIERRE
- 85957 Mandragora
- 85987 Baldini&Castoldi
- 85988 Baldini&Castoldi
- 85990 Nuove Edizioni Romane
- 86007 Iniziative Culturali
- 86044 Di Renzo Editore
- 86051 Aiep Editore
- 86091 Sette Città
- 86109 Il Maestrale
- 86123 Editrice La Mandragora
- 86140 Prova d'autore
- 86142 Edizioni Angolo Manzoni
- 86147 Euroedit
- 86149 Nexus Editrice
- 86161 Passigli Editori
- 86166 Istituto veneto di scienze, lettere ed arti
- 86179 Lint Editoriale
- 86180 Garamond
- 86204 Edizioni Remo Sandron
- 86231 Paravia – Scriptorium
- 86235 Mattioli 1885
- 86261 Armando Caramanica Editore
- 86298 Editrice Il Dono
- 86302 Lupetti - Editori di Comunicazione
- 86323 Sensibili alle foglie
- 86334 Iter Edizioni
- 86338 Gaspari Editore
- 86350 Dino Audino Editore
- 86369 Edizioni dell'Immacolata
- 86372 Silvio Berlusconi Editore
- 86389 BFS edizioni
- 86417 Betti Editrice
- 86418 Edizioni di Gabriele e Mariateresa Benincasa
- 86422 Systems comunicazioni
- 86424 MGS Press
- 86435 Phoenix Enterprise Publishing Company
- 86456 Lizard
- 86479 Meltemi Editore
- 86495 Edizioni Arkeios
- 86521 Edizioni La Città del Sole
- 86524 Società Editrice Esculapio
- 86539 Nautilus
- 86557 AER
- 86568 Minimum fax
- 86570 Quodlibet
- 86586 Edizioni Voland
- 86605 Antea Edizioni
- 86617 Effatà
- 86675 Tarab Editore
- 86688 Logos Edizioni
- 86713 Limina Edizioni
- 86721 Borelli Editore
- 86751 Comedit 2000
- 86753 Libreria dello Sport
- 86756 Forum Editrice Universitaria Udinese
- 86771 Araba Fenice Edizioni
- 86810 Francesco Ciolfi Editore
- 86824 Edizioni periodici culturali
- 86842 Edizioni Sylvestre Bonnard
- 86843 Lozzi Roma
- 86844 Dino Audino Editore
- 86845 Sperling & Kupfer
- 86854 Laveglia&Carlone
- 86864 Edizioni B.A. Graphis
- 86885 Edizioni Noubs
- 86906 Graphot Editrice
- 86926 Shake Edizioni
- 86928 Libreria Editrice Goriziana
- 86969 Asterios Editore
- 86972 Il Ventilabro
- 86988 Datanova
- 86991 Hazard Edizioni
- 87006 Magic Press Edizioni
- 87011 Edizioni Falsopiano
- 87018 Casa Ricordi
- 87027 SISMEL
- 87048 Società Editrice Fiorentina
- 87058 Lupetti - Editori di Comunicazione
- 87071 A+mbookstore Edizioni
- 87090 Scala Group
- 87110 Società Editrice Padana
- 87139 Il Leone Verde Edizioni
- 87164 Edizioni Appunti di viaggio
- 87169 La Margherita Edizioni
- 87180 Gambero Rosso
- 87201 Edizioni Accord for Music
- 87203 Zecchini Editore
- 87277 Il Calamaio
- 87280 Piero Lacaita
- 87296 Editrice Petite Plaisance
- 87303 Mamma Editori
- 87305 Masso delle fate
- 87318 Casa Musicale Sonzogno
- 87355 Tre Lune
- 87418 Pequod Edizioni
- 87433 Fernandel
- 87468 Edizioni Noubs
- 87485 Edilazio
- 87497 Kappa Edizioni
- 87506 Araldo de Luca
- 87513 National Geographic Society
- 87528 Editrice Elzeviro
- 87546 Lapis
- 87582 Linea d'ombra Libri
- 87592 Sperling & Kupfer
- 87615 Simmetria Editore
- 87624 Mendrisio Academy Press
- 87654 ATS Italia Editrice
- 87658 Edizioni BD
- 87687 Edi-ermes
- 87715 Lizard
- 87724 Raccolto Edizioni
- 87734 Edizioni Otto/Novecento
- 87762 Excogita
- 87765 Minimum fax
- 87778 Di Girolamo Editore
- 87785 Lights
- 87803 Gaffi
- 87810 Vittorio Pavesio Productions
- 87816 Comic Art
- 87821 Scrittura Creativa Edizioni
- 87822 Brigati Editore
- 87850 Accademia della Crusca
- 87873 Ed Insieme
- 87876 Arcana Edizioni
- 87881 Biblioteca dell'immagine
- 87894 Lozzi Roma
- 87896 Abbazia Viboldone Editore
- 87897 La Mongolfiera
- 87904 Edigi
- 87907 Edisud Salerno
- 87919 Il Melograno
- 87923 Fratelli Frilli Editori
- 87932 Marwan
- 87958 Firera & Liuzzo Publishing
- 88003 Progetti Sonori
- 88019 Lexy Produzioni
- 88021 Il Castello Edizioni
- 88040 Aiep Editore
- 88063 Coconino Press
- 88083 Edizioni Amaltea
- 88091 Sometti
- 88095 Libreria Bonomo Editrice
- 88097 La Finestra editrice
- 88108 Editrice La Mandragora
- 88112 IdeeAli
- 88130 Edizioni Medusa
- 88132 Marcovalerio
- 88143 Istituto veneto di scienze, lettere ed arti
- 88163 Il Segno dei Gabrielli
- 88172 Editrice Petite Plaisance
- 88227 Opera nazionale Montessori
- 88232 Edizioni Magi
- 88249 Sandro Teti Editore
- 88254 ZOOlibri
- 88282 MIR Edizioni
- 88285 Verdechiaro Edizioni
- 88312 Progress Communication
- 88320 Frassinelli
- 88329 Bradipolibri Editore
- 88340 Casa editrice Rocco Carabba
- 88386 McGraw-Hill
- 88388 Flashbook
- 88389 Nutrimenti
- 88424 Berti
- 88435 SaldaPress
- 88440 PS Advert
- 88519 Edizioni La Campanella
- 88542 Itinera Progetti Editore
- 88545 Lizard
- 88546 Piero Lacaita
- 88551 Limina Edizioni
- 88552 Il Punto Edizioni
- 88584 Pisanti Editori
- 88615 Officina di Studi Medievali
- 88625 Casa Editrice Nerbini
- 88659 EdiARGO
- 88662 Musica Practica
- 88666 Poligrafici Editoriale
- 88676 Edizioni Colacchi
- 88700 Edizioni Voland
- 88738 DeriveApprodi
- 88764 Bevivino
- 88773 Laveglia&Carlone
- 88775 Bacchilega Editore
- 88828 Leonardo International
- 88829 Ediciclo
- 88833 Coniglio Editore
- 88838 Edizioni Angolo Manzoni
- 88846 Archivio Guido Izzi (dal 2004)
- 88865 Shake Edizioni
- 88870 EdiLogos
- 88883 Ape
- 88893 Edizioni NPE (Nicola Pesce Editore)
- 88967 Maschietto Editore
- 88971 Cilea
- 88983 Epoché
- 88990 Mohicani Edizioni
- 88991 Sellino Editore
- 88992 Edizioni La Baronata
- 89013 Santelli Editore
- 89015 ControCorrente
- 89030 Casa Editrice Kimerik
- 89032 Contrasto
- 89035 NdA Press
- 89036 Editoria & Spettacolo
- 89072 MINT Publishing
- 89073 Accademia degli Intronati
- 89096 Delos Books
- 89113 Playground
- 89126 Il torchio
- 89137 Anima Edizioni
- 89145 La Biblioteca di Repubblica
- 89164 Multiplayer Edizioni
- 89187 Iris
- 89198 Pazzini Editore
- 89199 Biblioteca dell'immagine
- 89206 Free Books
- 89257 L'Ambaradan
- 89264 Libreria Editrice Fiorentina
- 89306 Guide Edizioni
- 89312 Lavieri edizioni
- 89336 Edizioni Penne & Papiri
- 89369 Accademia della Crusca
- 89373 Editoriale Scientifica
- 89385 Terre di mezzo
- 89397 Mattioli 1885
- 89413 BFS edizioni
- 89430 eil (Editrice Italia Letteraria)
- 89456 Atì Editore
- 89471 Italycomics
- 89484 Sedizioni
- 89490 Elèuthera
- 89506 Piero Lacaita
- 89509 Graphot Editrice
- 89515 Edizioni di Ar
- 89574 Edizioni BD
- 89583 Flashbook
- 89609 Edizioni Sylvestre Bonnard
- 89613 Tunué
- 89662 Gruppo Editoriale Castel Negrino
- 89666 Arterigere
- 89711 Gambero Rosso
- 89751 Ivo Forza
- 89736 Marcianum Press
- 89767 Keller editore
- 89772 Edizioni Alegre
- 89782 Edizioni Falsopiano
- 89786 Edizioni Dentiblù
- 89819 MGS press
- 89822 Edizioni Voilier
- 89832 Tre Lune
- 89840 Graphe.it Edizioni
- 89870 Art Communication (Salatino Edizioni Musicali)
- 89883 Sensibili alle foglie
- 89896 Lozzi Roma
- 89902 Linea d'ombra
- 89920 Hacca
- 89926 Nexus Editrice
- 89948 Società Editrice Sampierdarenese
- 89973 Yamato Video
- 89982 Azeta Fastpress

### 900000-909999
- 900099 Edizioni SMS
- 900185 Cilea
- 900564 Del Bianco Editore
- 900589 GET - Gestioni Editoriali Torino
- 900691 Sugar Music
- 900979 Duegi Editrice
- 900997 Pazzini Editore
- 901219 Edizioni Alegre
- 901228 Maiotti Editore
- 901370 Filippo Editore
- 901455 CS libri
- 901470 Ferrara Edizioni
- 901525 Messaggerie Scacchistiche
- 901537 Centro Studi Camito-Semitici
- 901550 Edizioni Melquìades
- 901608 Accademia delle Scienze
- 902061 Fefè Editore
- 902070 Poligrafici Editoriale
- 902122 Araldo Edizioni
- 902298 Accademia dei Fisiocritici
- 902722 Accademia dei Concordi
- 902862 Centro Studi Storici Ambientali Ostia Editore - Genius Loci
- 903377 Imuter Edizioni
- 903420 Genius Loci Editore
- 903563 Edizioni dell'Urogallo
- 903625 Università della Calabria - Dip. Archeologia e Storia Arti
- 903666 Genius Loci Editore
- 904519 Three Mice Books
- 904628 Edizioni inMont
- 904730 Edizioni della Sera
- 904736 Edizioni all'insegna del Veltro
- 904815 Edizioni Voilier
- 904960 Overview Editore
- 905864 Edizioni Kappabit
- 907833 EBK - Edizioni Leucotea
- 908455 Edizioni Scripta Manent
- 908766 Casa Editrice Serena
- 908768 Web & Com Editore
- 908831 OmPhi Labs
- 908901 Soiel International
- 909116 Edizioni CICOP Italia
- 909657 Edizioni Scripta Manent
- 909815 Studio Garamond

### 910-926
- 912 Panini Comics
- 913 L'Erma di Bretschneider
- 914 Edizioni Simone
- 915 Fabbri
- 916 Maggioli Editore
- 917 FrancoAngeli
- 918 Mondadori Electa
- 919 Pearson Italia
- 921 Giappichelli
- 922 Edizioni San Paolo

### 9270-9399
- 9298 Edizioni Ares
- 9314 Orthotes Editrice
- 9317 La Tribuna
- 9324 Mondadori Education
- 9336 Shockdom
- 9337 Antonio Tombolini Editore
- 9342 Frassinelli
- 9344 La nave di Teseo
- 9367 Magazzini Salani
- 9371 Piano B edizioni
- 9374 NeoClassica
- 9381 Adriano Salani Editore
- 9389 CIC Edizioni Internazionali
- 9395 La nave di Teseo

### 940000-947999
- 940210 Geo4Map
- 940565 Sesaab
- 940609 ABEO
- 940703 Rogas Edizioni
- 941654 Casa Editrice Serena
- 941953 Les Milieux Libres Edizioni
- 942000 Edizioni Voilier
- 942802 Video-Corsi.com Editore
- 942905 Edizioni Scripta Manent
- 945482 Byoblu Edizioni
- 946512 Calamaro Edizioni

### 94800-99999
- 94807 Oaks Editrice
- 94818 Edizioni NPE (Nicola Pesce Editore)
- 94825 Edizioni Blu Oberon
- 94888 Albe Edizioni
- 94950 Kleiner Flug
- 94961 Casa Editrice Serena
- 95001 Asterion Press
- 95003 Logo Comunicazione
- 95020 Editoriale Nord
- 95049 Armando Curcio Editore
- 95059 Libri Aparte
- 95078 Casa editrice Rocco Carabba
- 95080 Class Editori
- 95122 Loghìa Publishing
- 95143 Scardovi Edizioni
- 95151 Eurilink University Press
- 95154 Edisud Salerno
- 95161 Kurumuny
- 95177 Il Leone Verde Edizioni
- 95195 Free Books
- 95200 Eclissi Editrice
- 95208 001 Edizioni
- 95284 Reality Book
- 95288 Gingko Edizioni
- 95313 Asengard Edizioni
- 95322 Giochi Uniti
- 95399 Francesco Brioschi Editore
- 95421 Libreria Editrice Fiorentina
- 95472 Stefano Termanini Editore
- 95493 Bietti Media
- 95512 Archeolibri
- 95515 Marco Tropea Editore
- 95526 CS libri
- 95538 Emanuela Zandonai Editore
- 95554 Tecnoprint Editrice
- 95611 Accademia Vivarium Novum
- 95689 rueBallu Edizioni
- 95703 Emons Edizioni
- 95724 Delos Books
- 95774 Nordpress
- 95798 Lalli Editore
- 95834 Ferrari Editore
- 95842 Nutrimenti
- 95844 Biblohaus Edizioni
- 95847 Edizioni Scripta Manent
- 95853 Araba Fenice Edizioni
- 95862 Cineteca di Bologna
- 95866 Lozzi & Rossi Editori
- 95911 Torre di Nebbia
- 95915 Un Altro Punto di Vista
- 95916 Morganti Editori
- 95925 La Finestra editrice
- 95950 Edizioni Zero in condotta
- 95962 Fausto Lupetti Editore
- 95988 Fefè Editore
- 95996 Istituto veneto di scienze, lettere ed arti
- 96013 Persiani Editore
- 96052 La Lepre edizioni
- 96064 Double Shot
- 96131 Tsunami Edizioni
- 96181 Università Commerciale Luigi Bocconi
- 96220 Supernova Edizioni
- 96234 Evoé Edizioni
- 96238 Edizioni Ambiente
- 96275 Shockdom
- 96372 L'Ortensia Rossa
- 96455 Istituto Geografico Centrale
- 96459 Nuova Terra Antica
- 96483 Congedo Editore
- 96487 Odradek Edizioni
- 96522 Edizioni Chillemi
- 96573 001 Edizioni
- 96617 LeviathanBooks
- 96620 Edizioni Cartografiche Lozzi
- 96623 Interscienze
- 96660 Sellino Editore
- 96674 Gammarò Editore
- 96759 ACME Edizioni
- 96772 Accademia Edizioni
- 96922 quintadicopertina
- 96968 L'Ippocampo Junior
- 96971 Lavieri edizioni
- 97012 Lantana Editore
- 97095 Kollesis editrice
- 97105 Edizioni Nemesis
- 97107 Marco Serra Tarantola Editore
- 97109 Shake Edizioni
- 97139 Edizioni della Sera
- 97165 Tunué
- 97192 Elmi's World
- 97210 Editrice Santi Quaranta
- 97240 Et/Et Edizioni
- 97243 Casa editrice Mazziana
- 97276 Editoria & Spettacolo
- 97319 Pagine
- 97349 RW Edizioni
- 97365 Edizioni dell'Urogallo
- 97462 La Linea
- 97467 Lozzi Publishing
- 97484 Centro di ricerca per le Scienze applicate alla protezione dell'ambiente e dei beni culturali
- 97490 Edizioni Fili d'Aquilone
- 97555 BeccoGiallo
- 97593 Bertoni Editore
- 97600 Edizioni all'insegna del Veltro
- 97675 BeccoGiallo
- 97683 Universitas Studiorum Editrice
- 97686 Fausto Lupetti Editore
- 97850 Civilmente Edizioni
- 97854 Edizioni La Vittoria
- 97883 Marotta&Cafiero Editori
- 97888 NeoClassica
- 97888 Postmedia Books
- 97931 Eurilink University Press
- 97967 Bébert edizioni
- 98135 Edilazio
- 98152 Editoriale Cosmo
- 98186 Edizioni Montaonda
- 98212 Edizioni Voilier
- 98215 Libreria Europa
- 98257 Edisud Salerno
- 98268 Coltivare l'orto Editrice
- 98425 Emons Edizioni
- 98466 Becarelli Editore
- 98503 Messaggerie Scacchistiche
- 98519 La Nuova Frontiera
- 98538 Didattica Attiva
- 98644 Eris Edizioni
- 98716 Transeuropa Edizioni
- 98773 Kurumuny
- 98924 Antonio Tombolini Editore
- 98963 Sensibili alle foglie
- 99016 BeccoGiallo
- 99086 001 Edizioni
- 99350 Editoriale Aurea
- 99374 Edizioni Chillemi
- 99427 Astorina
- 99469 Il Pensiero Edizioni
- 99524 Canicola
- 99579 Asterion Press
- 99606 Geo4Map
- 99767 Racconti Edizioni
- 99881 Monetti Editore
- 99970 Carbonio Editore

## Lista dei codici degli editori italiani con prefisso 979-12
Questa lista è suscettibile di variazioni e potrebbe essere incompleta o non aggiornata.

### 200-299
- 200 Matrix Edizioni
- 208 Passerino
- 212 Utet Libri
- 217 Bompiani
- 222 Antonio Vallardi Editore

### 5450-5999
- 5450 Codice Edizioni
- 5457 Giovane Holden Edizioni
- 5543 Paper First
- 5967 Fazi
- 5979 People
- 5991 Intra Edizioni

### 80000-84999
- 80035 Intra Edizioni
- 80068 Scienza Express
- 80190 Oaks Editrice
- 80263 effequ
- 80730 La Valle del Tempo
- 80657 Byoblu Edizioni
- 80845 Laurana
- 81123 Orville Press
- 81232 a+mbookstore edizioni